# 長崎市長射殺事件
長崎市長射殺事件（ながさきしちょうしゃさつじけん）は、2007年（平成19年）4月17日に当時長崎市長の伊藤一長がJR九州長崎駅近くの歩道で山口組系暴力団幹部の男に銃撃され、死亡した事件。

## 概要
2007年（平成19年）4月15日、第16回統一地方選挙後半戦の市長選などが告示され、長崎市長選挙は22日の投開票日に向けて、4選を目指す現職の伊藤と新人3人の合わせて4人が出馬した。働き盛りの61歳だった伊藤はそれまでの選挙でも挑戦者を全く寄せ付けず2選、3選を果たしており、今回も新人3人が伊藤に及ばないのは明らかで無風、無関心の選挙戦となっていた。
告示2日後の4月17日午後7時51分、遊説をしていた伊藤がJR九州長崎駅付近にあった長崎市大黒町の自身の選挙事務所前に到着。事務所前に集まっていた記者たちと会見を開く予定であったため、スタッフが記者らに市長が帰ったと告げた直後の午後7時51分45秒ごろ、伊藤は男Xに銃撃された。
使用された拳銃は5連発式の回転式拳銃で、加害者の男Xは伊藤の背後から2発を発射し、2発とも伊藤の背中に命中した。伊藤は救急車で長崎大学医学部・歯学部附属病院に搬送されたが、心臓と肺が裂けてすでに心肺停止状態に陥っていたため、心臓血管外科江石清行教授を中心とした医療チームが人工心肺を用いて治療するも、翌4月18日午前2時28分、胸部大動脈損傷による大量出血のために死亡した。
Xは現場で選挙事務所関係者らに取り押さえられ、駆けつけた警察官に殺人未遂の現行犯で逮捕された（のちに容疑を殺人に切り替え）。
被疑者Xは指定暴力団山口組系水心会の会長代行で、逮捕時20発ほどの弾丸を所持していた。報道によると、市が発注する公共工事をめぐって市を恨んでいた、あるいは自身の運転する車が市の発注した道路工事現場で事故を起こした際に車両保険が支払われなかったためと報道されている。犯行当時の目撃証言により後日、送迎を行った者と報道機関へ送った書面の代筆を行った者が逮捕されたが、2名とも「殺害計画を知らなかった」と供述し、被疑者Xも「単独犯だ」と主張しており、十分な証拠が集まらず不起訴処分となった。なお、事件の直前に被告人Xの知人男性から長崎署刑事課の捜査員に「被告人Xが市長を告発する文書を持って伊藤事務所に行くようなので、逮捕するべきだ」との通報があり、6月27日の長崎県議会総務委員会では警察の対応がまずかったのではないかとして議員らに批判された。
一方、Xと30年来の付き合いがあり、弁護を務めたことのある弁護士は、市道工事現場での事故をめぐり、Xから市側を告訴する相談を受けていたことを明らかにしている。またXは、1989年7月に当時の長崎市長であった本島等に対し「公表すれば問題になる写真を持っている」などとして、1,000万円を要求した恐喝未遂事件を起こして逮捕されている。
長崎市長が銃撃されたのは、本島が銃撃された1990年の銃撃事件以来、2代連続で2度目のことであった。
この事件の前日にアメリカでバージニア工科大学銃乱射事件が発生したばかりで、全世界に大きな衝撃を与えた。

## 政界の反応
安倍晋三内閣総理大臣（当時）は、事件を受けて直後のインタビューで「捜査当局において厳正に捜査が行われ、真相が究明されることを望む」と語った。
久間章生防衛大臣（当時）は、市長が治療を受けまだ存命中であった17日に「万が一のことも考えないといけない」として「投票日3日前を過ぎたら補充がきかず、共産党と一騎討ちだと共産党（推薦）の候補者が当選することになる。法律はそういうことを想定していない」と補充立候補について発言した。この発言に対しては志位和夫日本共産党委員長が批判したほか、塩崎恭久内閣官房長官（当時）が不適切との認識を示し、小沢一郎民主党代表（当時）は「選挙が共産党だ、自民党だ、民主党だというレベルで論じる問題ではなく、暴力で自分の不満や思いを遂げようとする何でもありの風潮を憂え、きちんと考え直さないといけない」と述べるなど、与野党から批判を受けた。これに対し久間は翌18日、「選挙期間中に凶事があったとき、補充立候補ができるからまだよいが、できないときにどうなるのか。制度の問題としてきちんと捉えないといけない。そういう話をするのは不謹慎だが、本当にそう感じた」と選挙制度の問題について重ねて言及した。
前任の長崎市長であった本島等は、銃撃で伊藤が死亡したことについて「2代にわたり市長が銃撃されるのは異常」とコメント（毎日新聞）した。
国際的には、平和市長会議の副議長であった伊藤が死亡したことを受け、潘基文国連事務総長（当時）が遺憾と哀悼の意を表明している。

## 各メディアの反応
当日は選挙期間中だったこともあり、多数のマスコミ関係者が事務所及び周辺地域で取材を行っていた。そのため、各局の反応は早く、事件後の20時台には事件の第一報が報道されている。またNHK長崎放送局とNBC長崎放送は現場のすぐ近くに放送局を構えていたことから撮影体制が万全な状態であり、血まみれで搬送される伊藤の姿、選挙事務所員や警察官に取り押さえられた犯人の姿など、事件発生直後の様子を報道している。さらに、NHK長崎放送局では、局舎屋上に設置されたお天気カメラの映像に銃撃の際の2発の乾いた銃声が記録されていて、この映像は後に全国放送のニュース番組でも放送された。
犯行当日の午前、テレビ朝日『報道ステーション』宛に、容疑者から伊藤市長に対する恨みなどを書いた手紙やカセットテープ、あわせて3通の封書が4月15日消印で届き、スタッフが夕方に開封した。犯行当日の番組冒頭で「犯行声明が届いた」と紹介したが、実際には犯行をすることについては手紙で触れられておらず、途中でキャスターが「銃撃などに関しては一切触れられていなかった」と説明し訂正した。テレビ朝日はその後、警察から書面の任意提出を要求されたが拒否し、これを受けて長崎県警察は裁判所に捜索差押許可状を請求して差し押さえを行っている。これについてテレビ朝日の君和田正夫社長（当時）は、状況を見て提出すると判断したまでであり、令状を持って差し押さえられても場合によってはそれを無視することも辞さないという考えを明らかにした。
毎日新聞長崎支局記者の長澤潤一郎（のちに共同通信社に転職）は銃撃を受けて倒れた伊藤の姿を撮影し、その写真は4月18日付の毎日新聞朝刊の1面で大きく掲載された。その写真報道は2007年度の新聞協会賞（日本新聞協会主催）の編集部門を受賞した。

## 事件後の動向

### 長崎市長選挙
事件後の市長選挙においては、候補者が死亡したため、4月19日まで補充立候補が可能となり、伊藤の娘婿である横尾誠（西日本新聞社記者）と長崎市企画部統計課長の田上富久（立候補により自動失職）が立候補した。横尾は伊藤が死亡した直後、後援会関係者から後継をどうするか尋ねられ、出馬を決意。18日に出馬表明した。長崎市議や一部の後援会幹部は副市長の内田進博を、自由民主党長崎県連内では長崎1区の衆院議員倉成正和の擁立論があったが、横尾の擁立が分かると立ち消えとなった。田上は18日夜に農業サークルなどの仲間らに出馬の意向を伝え、19日に出馬表明。既存の政党、団体、労組などの対応が追いつかない急展開の中、両者はいずれも混乱の中で選挙戦に走り出し、同月23日の投開票まで、わずか数日しか選挙活動を行えなかったが、選挙の結果、953票差の僅差で田上が当選した（横尾は次点）。
この選挙において田上は「職員としての弔い合戦でもある。（横尾と）立場は違っても思いは共通する」と訴えつつも、「行政経験のある人が市政を担うべきだ」「肉親の情は分かるが、それと自治は違う。世襲は良くない」と世襲候補となる横尾との対決姿勢を打ち出した。民主党の支持母体の連合長崎は横尾を支持したが、民主党参院議員の西岡武夫は世襲を批判し最終的に田上を支援。こうした結果、長崎市の周辺部や高齢者の中で横尾が票を伸ばしたが、田上は旧民主党や無党派層などの支持を得て逆転した。
なお、事件前に期日前投票が始まっていたことなどから、すでに伊藤に投票してしまった有権者は再投票できず、無効票は前回の3倍の1万5,000票を超えた。市中心部の開票所では、候補者以外の氏名を記したものが7,400票ほどあり、大半は伊藤への票だったとされる。

### 故人に対する補償
この事件は選挙運動中（すなわち職務外）の遭難であり、本来であれば公務災害が適用されにくいケースだが、地方公務員災害補償基金長崎県支部は「市長という立場で狙われた事件で、公務との因果関係が認められる」とし、2008年2月21日付で公務災害として認定した。
また、日本政府は伊藤を従四位旭日中綬章に叙した。

## 裁判

### 第一審（長崎地裁）
本事件の刑事裁判においては、2008年5月26日に長崎地方裁判所は、「選挙を混乱させるなど民主主義の根幹を揺るがした」と指摘し、Xに死刑判決を言い渡した。殺人の前科がなく、強盗殺人や身代金誘拐殺人ではない状況下では、被害者1人での殺人事件での死刑判決は近年ではきわめて異例であり、弁護側は「市長への不満をぶつけただけで、民主主義を否定したわけではない」と即日控訴し、有期刑への軽減を求めた。

### 控訴審（福岡高裁）
2009年9月29日、福岡高等裁判所で控訴審判決があり、一審判決を破棄し、改めて無期懲役を言い渡した。選挙期間中の現職市長が射殺されるという特異な事件で、二審の高裁が永山基準に鑑み、被害者1人での死刑の適否が最大の争点となった。死刑を回避した理由について松尾昭一裁判長は「被害者が1人にとどまっていることを十分に考慮する必要がある」と指摘。その上で「民主主義に対する挑戦であるが、動機は被害者に対する恨みであり、選挙妨害そのものが目的ではない」と判断し、「死刑選択は躊躇せざるを得ない」と結論づけた。これに対し、Xはただちに上告し、10月9日には検察庁もこの判決を不服として最高裁判所に上告した。

### 上告審
2012年1月16日、最高裁判所第三小法廷（寺田逸郎裁判長）は、検察とX双方の上告を棄却する決定を下して、無期懲役が正式に確定した。
Xは2020年1月22日、収監先の大阪医療刑務所にて72歳で病死した。